# ジョン・メルトン・ブラック

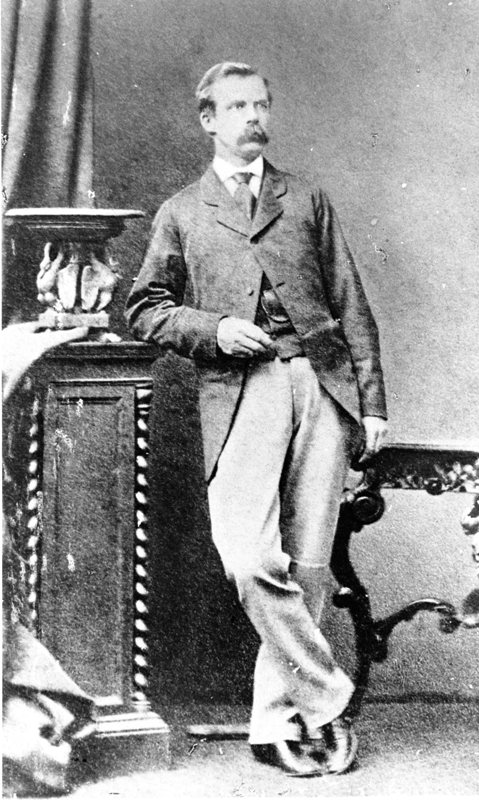
タウンズビル初代市長（1866年 - 1867年）、ジョン・メルトン・ブラック。

ジョン・メルトン・ブラック（John Melton Black、1830年 – 1919年）は、オーストラリア・クイーンズランド州タウンズビルの開拓者。クリーブランド湾における港湾建設の適地の探索を命じ、次いで、タウンズビル港とタウンズビルの町を建設した。また、タウンズビル市の市長を2期務めた。

## 生い立ち
ブラックは、1830年にスコットランドのエディンバラで、外科医の息子として生まれた。長じて商人となり、ロンドンへ移り住んだ。ロンドンで、オーストラリアの金鉱についての話を聞くことになった。

## ビクトリア
ブラックはメルボルンに移住し、そこで、金鉱業ではなく、運送業の事業を興して財を成した。1855年には、メルボルンのバーク・ストリートの北側に、3000人以上を収容できる初代のシアター・ロイヤルを開設した。杮落としで上演されたのは、『悪口学校 (The School for Scandal)』であった。しかし、「壮麗な劇場 (magnificent theatre)」と評されたこの建物の建設には6万ポンドの経費を要し、このためにブラックは結局破産することになった。

## クイーンズランド

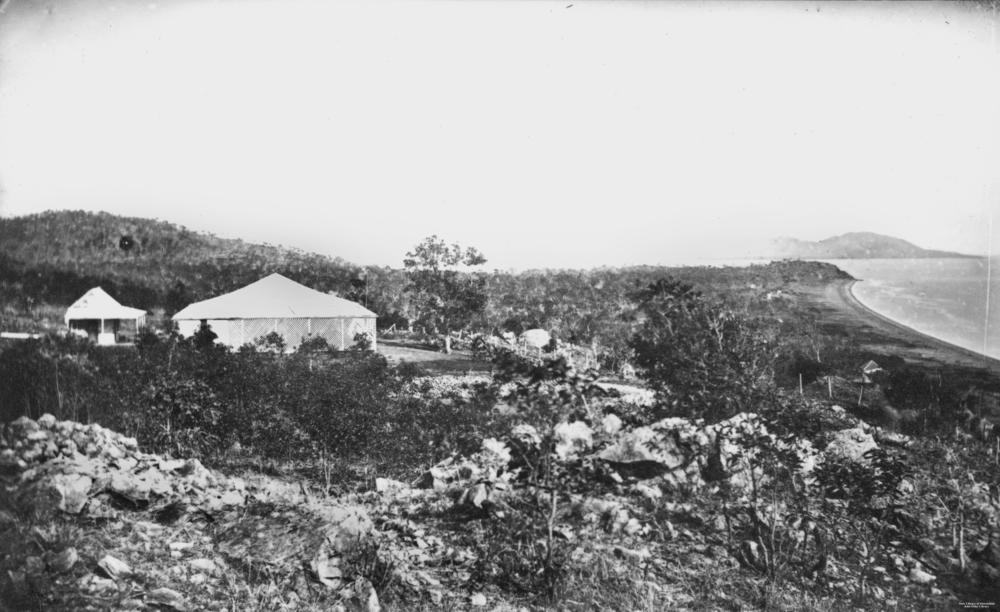
1865年ころに建てられた、ジョン・メルトン・ブラックの最初の住居。

ブラックは、新しい植民地であったクイーンズランド植民地における商機に引き寄せられた。W・A・ロス (W. A. Ross)、C・S・ロウ (C. S. Rowe)、W・ロングショウ (W. Longshaw) といった仲間たちと組み、最も遠い北部へと進んで農場を開こうと志した。1861年4月18日、彼らはボーエンに到達し、後のマクロッサン橋（the Macrossan Bridge：バーデキン川鉄道橋 (Burdekin River Rail Bridge) の別名）付近にファニング・ステーション (Fanning Station) を開設した。ブラックは羊と牛の群れを連れてバーデキン川を渡河した最初の人物であったと言われている。彼はノース・クイーンズランドの将来性を見込み、1863年の末にはさらに広い範囲の土地を手に入れ、そちらはウッドストック・ステーション (Woodstock Station) として知られるようになった。しかし、彼も仲間たちも、銀行からの厳しい融資条件に耐えられず、結局土地を手放すことになった。34歳になったブラックは、ロバート・タウンズの農園経営の総支配人となり、ファニング、ウッドストックに加え、インカーマン (Inkerman)、ジャーヴィスフィールド (Jarvisfield) などの大規模な土地の管理にあたった。本部はウッドストックに置かれたが、ボーエンから長距離に及ぶ物資運搬は困難なものだった。地図の上では、最も近い海岸までの距離はわずか20マイルであることが分かっていた。こうして派遣されたアンドリュー・ベルとマーク・ワット・リード (Mark Watt Reid) は、1864年にロス・クリーク川を発見した。
クリーブランド湾に新たな港を建設し、タウンズビルの市街地を開発する事業は、タウンズとブラックの共同事業として行われた。最初の埠頭を設け、最初の土地を測量調査し、最初期の建物群の建設を監督したのはブラックであった。彼は、タウンズビルで最初の住宅を建てたとも言われている。彼は株式投資家であり、商人であり、測量技術者であり、新聞の編集者であり、タウンズビル一帯における精肉加工業の先駆者でもあった。また、タウンズビルの市長を2期務めた。

## 後年
ブラックは、1867年末にタウンズビルを離れたが、彼の出立は、ノース・クイーンズランドの住民たちに大いに惜しまれていた。送別の儀式も何もなされなかったことから、住民たちからブラックへの好意を送るべく、高価な黄金の盃が贈られることとなった。シドニーを経てヨーロッパに戻ったブラックは、しばらくヨーロッパを旅した後、ロンドンに落ち着いた。そこで彼は印刷業を興した。
ロンドンのハノーバー・スクエアで、ブラックはタウンズビルで最初に出会ったマリオン・オダウズ (Marion O'Dowds) と結婚生活を送った。二人の間には、5人の息子たちと1人の娘が生まれた。ブラックは、1919年に89歳で死去した。

## 残されたもの
1964年11月1日、日曜日、ヨーロッパ人のタウンズビル入植百周年を記念するタウンズビル百周年記念碑 (the Townsville Centenary Monument) が、タウンズビルの海岸ザ・ストランドで除幕されたが、そこでは、ロバート・タウンズ、アンドリュー・ベル、マーク・ワット・リードと、ブラックの4人が特に名を挙げて顕彰された。
タウンズビルの川であり、サバーブの名でもある「ブラック川/ブラック・リバー」は、いずれも彼に因んで名付けられたものである。タウンズビル近郊の標高50mの丘陵メルトン・ヒル (Melton Hill) も、ブラックに因んで名付けられたものであるが、これは、タウンズビルにおける最初の住宅地分譲事業の名称でもあり、ブラック自身の住宅もメルトン・ヒルの頂上部にあった。市街地とタウンズビル空港を結ぶ道路は、ジョン・メルトン・ブラック・ドライブ (John Melton Black Drive) と称されている。

## 関連文献
- Brumby, Michael; Brumby, Michael (2014), Black to gold : from gateway to golden lands : the true story of the founding of Townsville by John Melton Black to the finding of gold at Charters Towers, Charters Towers, Qld. Charters Towers Archives, ISBN 978-0-9579009-7-4